# Procollageno galattosiltransferasi
La procollageno galattosiltransferasi è un enzima appartenente alla classe delle transferasi, che catalizza la seguente reazione:
UDP-galattosio + procollageno 5-idrossi-L-lisina ⇄ UDP + procollageno 5-(D-galattosilossi)-L-lisina
L'enzima è probabilmente coinvolto nella sintesi di unità di carboidrati nel complemento (numero EC 2.4.1.66 procollageno glucosiltransferasi).